# Guéreins
Guéreins és un municipi francès situat al departament de l'Ain i a la regió d'Alvèrnia-Roine-Alps. L'any 2007 tenia 1.237 habitants.

## Demografia

### Població
El 2007 la població de fet de Guéreins era de 1.237 persones. Hi havia 464 famílies de les quals 96 eren unipersonals (58 homes vivint sols i 38 dones vivint soles), 159 parelles sense fills, 184 parelles amb fills i 25 famílies monoparentals amb fills.
La població ha evolucionat segons el següent gràfic:
Habitants censats

### Habitatges
El 2007 hi havia 515 habitatges, 471 eren l'habitatge principal de la família, 23 eren segones residències i 21 estaven desocupats. 485 eren cases i 28 eren apartaments. Dels 471 habitatges principals, 383 estaven ocupats pels seus propietaris, 76 estaven llogats i ocupats pels llogaters i 11 estaven cedits a títol gratuït; 2 tenien una cambra, 17 en tenien dues, 41 en tenien tres, 147 en tenien quatre i 264 en tenien cinc o més. 369 habitatges disposaven pel capbaix d'una plaça de pàrquing. A 193 habitatges hi havia un automòbil i a 265 n'hi havia dos o més.

### Piràmide de població
La piràmide de població per edats i sexe el 2009 era:
| Homes | Edats   | Dones |
| ----- | ------- | ----- |
| 0     | 95 o +  | 0     |
| 0     | 90 a 94 | 4     |
| 8     | 85 a 89 | 8     |
| 4     | 80 a 84 | 0     |
| 8     | 75 a 79 | 4     |
| 12    | 70 a 74 | 24    |
| 16    | 65 a 69 | 24    |
| 24    | 60 a 64 | 24    |
| 36    | 55 a 59 | 28    |
| 44    | 50 a 54 | 28    |
| 44    | 45 a 49 | 60    |
| 36    | 40 a 44 | 40    |
| 76    | 35 a 39 | 40    |
| 32    | 30 a 34 | 32    |
| 24    | 25 a 29 | 24    |
| 24    | 20 a 24 | 20    |
| 56    | 15 a 19 | 12    |
| 52    | 10 a 14 | 68    |
| 40    | 5 a 9   | 48    |
| 28    | 0 a 4   | 8     |

## Economia
El 2007 la població en edat de treballar era de 855 persones, 635 eren actives i 220 eren inactives. De les 635 persones actives 605 estaven ocupades (332 homes i 273 dones) i 30 estaven aturades (6 homes i 24 dones). De les 220 persones inactives 64 estaven jubilades, 95 estaven estudiant i 61 estaven classificades com a «altres inactius».

### Ingressos
El 2009 a Guéreins hi havia 482 unitats fiscals que integraven 1.309,5 persones, la mediana anual d'ingressos fiscals per persona era de 19.811 €.

### Activitats econòmiques
Dels 72 establiments que hi havia el 2007, 1 era d'una empresa extractiva, 1 d'una empresa alimentària, 2 d'empreses de fabricació de material elèctric, 1 d'una empresa de fabricació d'elements pel transport, 13 d'empreses de fabricació d'altres productes industrials, 15 d'empreses de construcció, 16 d'empreses de comerç i reparació d'automòbils, 3 d'empreses de transport, 4 d'empreses d'hostatgeria i restauració, 3 d'empreses financeres, 7 d'empreses immobiliàries, 1 d'una empresa de serveis, 2 d'entitats de l'administració pública i 3 d'empreses classificades com a «altres activitats de serveis».
Dels 22 establiments de servei als particulars que hi havia el 2009, 1 era una oficina de correu, 3 tallers de reparació d'automòbils i de material agrícola, 4 paletes, 4 guixaires pintors, 3 fusteries, 1 lampisteria, 1 empresa de construcció, 1 perruqueria, 2 restaurants i 2 agències immobiliàries.
Dels 3 establiments comercials que hi havia el 2009, 1 era una botiga de menys de 120 m², 1 una fleca i 1 una joieria.
L'any 2000 a Guéreins hi havia 7 explotacions agrícoles.

## Equipaments sanitaris i escolars
El 2009 hi havia 1 escola elemental i 1 escola elemental integrada dins d'un grup escolar amb les comunes properes formant una escola dispersa.

## Poblacions properes
El següent diagrama mostra les poblacions més properes.